# 班戈错
班戈错（藏語：བྲང་ཁོག་མཚོ，威利转写：brang khog mtsho，THL：Drangkhok Tso）也叫班戈湖、傍格湖、硼砂湖，藏语意为“胸膛湖”，为位于中国西藏自治区那曲市班戈县境内的湖泊，在色林错之东10千米，由班戈Ⅰ湖、班戈Ⅱ湖和班戈Ⅲ湖三个部分组成，总面积140平方公里。
班戈Ⅰ湖是卤水湖，水深0.3～1m，面积13.6平方公里，湖面海拔4525米；班戈Ⅱ湖是砂下湖，局部有芒硝和硼酸盐（主要是硼砂）出露，面积70.13平方公里，湖面海拔4522米；班戈Ⅲ湖的东部是湖水，西部是芒硝沉积，面积56.27平方公里，湖面海拔4520米。
湖区气候寒冷干燥，年均气温-2～-1℃，年均降水量308.33毫米。湖水主要依靠东部入湖的卡挖臧布补给。
湖中产细鳞鱼和无鳞鱼，湖滨为天然牧场。班戈错以盛产硼砂而闻名，在6世纪人们就开始开采硼砂，因此班戈地区成为世界上最早发现和利用硼砂的区域。20世纪50年代曾建西藏第一化工厂，大规模地开采硼矿。